# Serena's Song
Serena's Song (1992-) est une jument de course pur-sang anglais, née aux États-Unis. Lauréate de 11 courses de groupe 1, elle est membre du Hall of Fame des courses américaines.

## Carrière de courses
Élevée dans le Kentucky, Serena's Song est acquise lors des ventes de yearling de Keeneland pour $ 150 000 par le légendaire entraîneur Wayne Lukas pour le compte de Robert et Beverly Lewis. Elle débute à 2 ans et se hisse progressivement dans l'élite de sa génération, remporte deux groupe 1 (les Oaks Leaf Stakes et les Hollywood Starlet Stakes) et ne trouve qu'une compagne d'entraînement, la championne invaincue Flanders, pour lui barrer la route du succès dans la Breeders' Cup Juvenile Fillies.
À 3 ans, tandis que sa rivale Flanders a mis prématurément un terme à sa carrière pour blessure, Serena's Song est l'incontestable numéro 1 de sa génération chez les pouliches. Invaincue en quatre courses de janvier à mai, dont deux groupe 1 (Russ Virginity Stakes et Santa Anita Oaks), elle semble dans une telle forme que Wayne Lukas se laisse tenter par le défi suprême : plutôt que s'en aller cueillir des Kentucky Oaks qui lui tendent les bras, affronter les mâles dans le Kentucky Derby. C'est plus qu'une gageure, puisqu'en 120 éditions, seules une trentaine de pouliches ont tenté leur chance, et trois d'entre elles avec succès, Regret (1915), Genuine Risk (1980) et Winning Colors (1988). Mais Serena's Song ne les rejoint pas au palmarès, ne pouvant que figurer et terminant dans l'anonymat du peloton. Mais elle en appelle de cet échec en dominant certains des meilleurs mâles du pays dans le Haskell Invitational Handicap au milieu de l'été : elle est la première pouliche à s'imposer dans cette épreuve créée en 1968. À la fin de l'année, elle se présente au départ de la Breeders' Cup Distaff avec 12 courses dans les jambes (pour 9 victoires, la plus récente dans les Beldame Stakes face aux juments d'âge), et peut-être faut-il voir dans cette longue saison, commencée dès janvier, l'explication de son échec dans la grande épreuve, où elle termine cinquième dans un peloton que la championne de 4 ans Inside Information, future Hall of Famer, a laissé à quelque 13 longueurs. Celle-ci est logiquement sacrée jument d'âge de l'année, tandis que Serena's Song, tout aussi logiquement, hérite du titre de meilleure 3 ans.
Laissée à l'entraînement à 4 ans, Serena's Song poursuit son programme stakhanoviste et son grand circuit américain, de la Californie à New York, du Kentucky au Canada, de janvier à novembre. Mais si elle remporte trois autres groupe 1 (portant son total à 11), elle se signale surtout pas une collection d'accessits au plus haut niveau, dont une deuxième place dans une Breeders' Cup Distaff, sa dernière course avant d'entrer au haras, où elle allait faire encore parler d'elle. En 2002, Serena's Song est élu au Hall of Fame des courses américaines.

### Résumé de carrière
| Date         | Hippodrome      | Pays        | Course                            | Statut      | Distance    | Jockey      | Place       | Écart       | Vainqueur ou deuxième |
| 1994, 2 ans  | 1994, 2 ans     | 1994, 2 ans | 1994, 2 ans                       | 1994, 2 ans | 1994, 2 ans | 1994, 2 ans | 1994, 2 ans | 1994, 2 ans | 1994, 2 ans           |
| ------------ | --------------- | ----------- | --------------------------------- | ----------- | ----------- | ----------- | ----------- | ----------- | --------------------- |
| 28 mai       | Churchill Downs | États-Unis  | Maiden                            |             | 1 000 m     | S. Sellers  | 5e / 12     | 6 ½         | Phone Bird            |
| 12 juin      | Churchill Downs | États-Unis  | Debutant Stakes                   | Listed      | 1 100 m     | D. Burton   | 4e / 9      | 5 ½         | Chargedupsycamore     |
| 25 juin      | Del Mar         | États-Unis  | Maiden                            |             | 1 000 m     | G. Stevens  | 1er / 8     | 10          | Valid Attraction      |
| 9 juillet    | Santa Anita     | États-Unis  | Randall Stakes                    | Gr. 2       | 1 200 m     | G. Stevens  | 1er / 10    | 4 ½         | Embroidered           |
| 25 juillet   | Hollywood Park  | États-Unis  | Hollywood Juvenile                | Gr. 2       | 1 200 m     | G. Stevens  | 2e / 7      | 1/2         | Mr Purple             |
| 12 août      | Hollywood Park  | États-Unis  | Sorrento Stakes                   | Gr. 2       | 1 300 m     | G. Stevens  | 3e / 8      | 2           | How So Oiseau         |
| 3 septembre  | Hollywood Park  | États-Unis  | Del Mar Debutant Stakes           | Gr. 2       | 1 400 m     | G. Stevens  | 4e / 9      | 9 ¾         | Call Now              |
| 8 octobre    | Hollywood Park  | États-Unis  | Oak Leaf Stakes                   | Gr. 1       | 1 700 m     | C. Nakatani | 1er / 5     | 2 ¾         | Call Now              |
| 5 novembre   | Del Mar         | États-Unis  | Breeders' Cup Juvenile Fillies    | Gr. 1       | 1 700 m     | C. Nakatani | 2e / 13     | tête        | Flanders              |
| 17 décembre  | Oaklawn Park    | États-Unis  | Hollywood Starlet Stakes          | Gr. 1       | 1 700 m     | C. Nakatani | 1er / 5     | nez         | Urban                 |
| 1995, 3 ans  |                 |             |                                   |             |             |             |             |             |                       |
| 29 janvier   | Santa Anita     | États-Unis  | Santa Ynez Breeders' Cup Stakes   | Gr. 3       | 1 400 m     | C. Nakatani | 1er / 5     | 2           | Cat's Cradle          |
| 29 février   | Santa Anita     | États-Unis  | Russ Virginity Stakes             | Gr. 1       | 1 600 m     | C. Nakatani | 1er / 7     | 1 ¼         | Cat's Cradle          |
| 12 mars      | Santa Anita     | États-Unis  | Santa Anita Oaks                  | Gr. 1       | 1 700 m     | C. Nakatani | 1er / 5     | tête        | Urban                 |
| 1er mai      | Turfway Park    | États-Unis  | Jim Beam Stakes                   | Gr. 2       | 1 800 m     | C. Nakatani | 1er / 8     | 3 ½         | Tejano Run            |
| 6 mai        | Churchill Downs | États-Unis  | Kentucky Derby                    | Gr. 1       | 2 000 m     | C. Nakatani | 16e / 19    | 11          | Thunder Gulch         |
| 19 mai       | Pimlico         | États-Unis  | Black Eyed Susan Stakes           | Gr. 2       | 1 800 m     | G. Stevens  | 1er / 7     | 9           | Couquistadores        |
| 9 juin       | Belmont Park    | États-Unis  | Mother Goose Stakes               | Gr. 1       | 1 800 m     | G. Stevens  | 1er / 6     | 3           | Golden Bri            |
| 8 juillet    | Belmont Park    | États-Unis  | CCA Oaks                          | Gr. 1       | 2 000 m     | G. Stevens  | 2e / 6      | 1 ½         | Golden Bri            |
| 30 juillet   | Monmouth Park   | États-Unis  | Haskell Invitational Handicap     | Gr. 1       | 1 800 m     | G. Stevens  | 1er / 11    | 3/4         | Pyramid Peak          |
| 3 septembre  | Belmont Park    | États-Unis  | Gazelle Handicap                  | Gr. 1       | 1 800 m     | G. Stevens  | 1er / 6     | 7           | Miss Golden Circle    |
| 23 septembre | Turfway Park    | États-Unis  | Turfway Park Breeders' Cup Stakes | Gr. 2       | 1 700 m     | G. Stevens  | 2e / 5      | 5 ½         | Mariah's Storm        |
| 7 octobre    | Belmont Park    | États-Unis  | Beldame Stakes                    | Gr. 1       | 1 800 m     | G. Stevens  | 1er / 5     | 3/4         | Heavenly Prize        |
| 28 octobre   | Belmont Park    | États-Unis  | Breeders' Cup Distaff             | Gr. 1       | 1 800 m     | G. Stevens  | 5e / 10     | 19          | Inside Information    |
| 1996, 4 ans  |                 |             |                                   |             |             |             |             |             |                       |
| 27 janvier   | Santa Anita     | États-Unis  | Santa Monica Handicap             | Gr. 1       | 1 400 m     | G. Stevens  | 1er / 6     | 1/2         | Exotic Wood           |
| 17 février   | Santa Anita     | États-Unis  | Santa Maria Handicap              | Gr. 1       | 1 700 m     | G. Stevens  | 1er / 5     | 1 ¼         | Twice the Vice        |
| 2 mars       | Santa Anita     | États-Unis  | Santa Anita Handicap              | Gr. 1       | 2 000 m     | G. Stevens  | 7e / 11     | 12 ¼        | Mr Purple             |
| 12 avril     | Oak Lawn Park   | États-Unis  | Apple Blossom Handicap            | Gr. 1       | 1 700 m     | G. Stevens  | 3e / 7      | 3           | Twice the Vice        |
| 3 mai        | Churchill Downs | États-Unis  | Louisville Breeders' Cup Handicap | Gr. 2       | 1 700 m     | G. Stevens  | 2e / 6      | enc.        | Jewel Princess        |
| 18 mai       | Pimlico         | États-Unis  | Pimlico Distuff Handicap          | Gr. 3       | 1 800 m     | G. Stevens  | 1er / 4     | 1 ½         | Shoop                 |
| 1er juin     | Churchill Downs | États-Unis  | Fleur de Lys Handicap             | Gr. 3       | 1 800 m     | G. Stevens  | 1er / 9     | 1/2         | Halo America          |
| 29 juin      | Belmont Park    | États-Unis  | Hempstead Handicap                | Gr. 1       | 1 700 m     | J. Bailey   | 1er / 8     | 3 ¾         | Shoop                 |
| 21 juillet   | Hollywood Park  | États-Unis  | Vanity Handicap                   | Gr. 1       | 1 800 m     | J. Bailey   | 2e / 6      | 3           | Jewel Princess        |
| 3 août       | Saratoga        | États-Unis  | Whitney Handicap                  | Gr. 1       | 1 800 m     | J. Bailey   | 2e / 9      | enc.        | Mahogany Hall         |
| 25 août      | Monmouth Park   | États-Unis  | Philip H. Aislin Handicap         | Gr. 1       | 1 700 m     | D. Burton   | 3e / 7      | 3 ¼         | Smart Strike          |
| 14 septembre | Belmont Park    | États-Unis  | Ruffian Handicap                  | Gr. 1       | 1 700 m     | G. Stevens  | 2e / 6      | enc.        | Yanks Music           |
| 6 octobre    | Belmont Park    | États-Unis  | Beldame Stakes                    | Gr. 1       | 1 800 m     | G. Stevens  | 2e / 6      | 3/4         | Yanks Music           |
| 26 octobre   | Woodbine        | Canada      | Breeders' Cup Distaff             | Gr. 1       | 1 800 m     | G. Stevens  | 2e / 6      | 1 ½         | Jewel Princess        |
| 9 novembre   | Churchill Downs | États-Unis  | Churchill Downs Distaff Stakes    | Gr. 2       | 1 600 m     | D. Burton   | 2e / 9      | 3/4         | Fast catch            |

## Au haras
Retirée à Denali Stud à Paris, Kentucky, Serena's Song a plus que réussi sa reconversion comme poulinière, traçant remarquablement au haras. Elle a eu douze produits, parmi lesquels onze ont couru et neuf ont gagné :
- 1998 - Serena's Tune (par Mr. Prospector, vendue 1 million de dollars yearling), lauréate de trois stakes (courses principales)[1], mère de :
  - Vocalised (par Vindication), vainqueur de trois groupe 3 en Angleterre et en Irlande (Greenham Stakes, Tetrarch Stakes, Loughbrown Stakes[2], étalon[3].
  - Serena's Cat (par Storm Cat), mère de : 
    - Honor Code (par A.P. Indy) : Metropolitan Handicap, Whitney Handicap, 3e Breeders' Cup Classic. Cheval d'âge de l'année 2015 sur le dirt.
    - Noble Tune (par Unbridled's Song) : American Turf Stakes (Gr.2), Pilgrim Stakes (Gr.3), 2e Breeders' Cup Juvenile Turf.
- 1999 - Sophisticat (par Storm Cat, vendue 3,4 millions de dollars yearling) - Coronation Stakes, Prix de la Grotte (Gr.3). 2e Cheveley Park Stakes, Lowther Stakes (Gr.2), Queen Mary Stakes (Gr.3), 3e Moyglare Stud Stakes, Poule d'Essai des Pouliches. Mère de :
  - Pursuit of Glory (Fusaichi Pegasus) : 3e Cheveley Park Stakes.
  - Sefroua (Kingmambo) : 3e Noble Damsel Handicap (Gr.3).
- 2000 - Arbitrate (par Deputy Minister), placé de stakes, étalon au Mexique.
- 2001 - Grand Reward (par Storm Cat) : Oaklawn Handicap (Gr.2), Tetrarch Stakes (Gr.3), 2e Mill Reef Stakes (Gr.2), 3e Gimcrack Stakes. Étalon aux États-Unis puis en Argentine.
- 2002 - Harlington (par Unbridled, vendu 2,6 millions de dollars yearling) : Gulfstream Park Handicap (Gr.2). Étalon aux États-Unis puis en Arabie Saoudite.
- 2003 - Pure Symmetry (par Storm Cat), mère de :
  - High Stakes Player (par A.P. Indy), étalon au Venezuela
  - Divine Energy (par Tapit), étalon au Mexique.
- 2004 - Colourful Score (par Storm Cat, vendu 3,5 millions de dollars yearling), une victoire aux Émirats.
- 2005 - Spark Candle (par A.P. Indy, vendu 1,5 million de dollars yearling), vainqueur au Japon et aux États-Unis
- 2006 - Schramsberg (par Storm Cat) : John B. Connally Turf Cup Handicap (Gr.3). Étalon au Canada.
- 2008 - Stormberg (par Storm Cat), étalon aux États-Unis.
- 2009 - Night and Day (par Unbridled's Song), mère de : 
  - Made You Look (More Than Ready) : With Anticipation Stakes (Gr.2), Dania Beach Stakes (Gr.3).
- 2010 - Serene Melody (par Street Cry), mère de :
  - War At Sea (War Front) : 3e Del Mar Derby (Gr.2)
- 2011 - N. (par Medaglia d'Oro), morte foal.
- 2014 - Gold Serenade (par Medaglia d'Oro).

Serena's Song est mise à la retraite en 2014 et coule une retraite paisible dans son haras, où elle fête ses 30 ans en avril 2022.

## Origines
Rahy, le père de Serena's Song, fut acquis yearling pour 2 millions de dollars. Un prix logique pour un poulain né dans la pourpre, par le grand Blushing Groom et la championne canadienne et très grande poulinière Glorious Song, mère également de Singspiel. Envoyé en Angleterre, Rahy fut l'un des bons 2 ans du pays terminant notamment deuxième des Middle Park Stakes. Il poursuivit sa carrière outre-Atlantique (où il ne put s'imposer qu'au niveau groupe 2) et y resta pour accomplir une influente œuvre de reproducteur. Il est l'auteur d'une dizaine de lauréats de groupe 1 dont le champion international Fantastic Light, et il est surtout un très bon père de mère, puisque ses filles ont donné des champions tels Giant's Causeway ou Alpha Centauri. Il a été sacré tête de liste des pères de mères dans les îles Britanniques en 2000.
Lauréate de deux courses, Imagining a remarquablement tracé au haras, puisqu'elle est la mère de :
- Vivid Imagination (1989, par Raise a Man), mère de :
  - Shinko Imagine (par Dixieland Band), mère de : 
    - Fumino Imagine (par Manhattan Cafe) : Sapporo Kinen (Gr.2), Fukushima Himba Stakes, Mermaid Stakes, Aichi Hai (Gr.3)

  - Wander Storm (par Storm Bird), mère de :
    - Wander Mom (par Maria's Mon) : 2e Lake Placid Handicap (Gr.1), 3e Garden City Breeders' Cup Handicap (Gr.1), De La Rose Handicap (Gr.3).
- Serena's Song (1992)
- Serena's Sister (1994, par Rahy), mère de : 
  - Doubles Partner (par Rock Hard Ten) : American Turf Stakes (Gr.2), 3e Turf Classic Stakes, Maker's Mark Mile Stakes (Gr.1)
  - Princess Serena (par Unbridled's Song), mère de :
    - Zabeel Prince (par Lope de Vega) : Prix d'Ispahan, Earl of Sefton Stakes (Gr.3), 2e Joel Stakes (Gr.2)
    - Puissance de Lune (par Shamardal) : Blamey Stakes (Gr.2), J. J. Liston Stakes (Gr.2), 2e Makybe Diva Stakes (Gr.1), Turnbull Stakes (Gr.1), 3e Memsie Stakes (Gr.1)
    - Serena's Storm (par Statue of Liberty), mère de :
      - Rizeena (par Iffraaj) : Moyglare Stud Stakes, Coronation Stakes, Queen Mary Stakes (Gr.2), 2e Fillies' Mile, Falmouth Stakes, Matron Stakes, Duchess of Cambridge Stakes (Gr.2), Ducke of Cambridge Stakes (Gr.2), 3e Prix Morny.

    - Princess de Lune (par Shamardal), mère de :
      - Field of Gold (par Kingman) :  Irish 2000 Guineas, St. James's Palace Stakes, 2e 2000 Guineas.
- River Saint (par Irish River), mère de 
  - Producer (par Dutch Art) : Topkapi Trophy (Gr.2), Supreme Stakes (Gr.2), Criterion Stakes (Gr.3)

Imagining est une sœur de Alabama Nana (par Thatching), lauréate du Genuine Risk Handicap (Gr.2) et quatrième de la Breeders' Cup Distaff, et de Be My Lady (par Be My Guest), mère de Storm o' Fire (par Storm Bird), deuxième mère de Vacare (Queen Elizabeth II Invitational Challenge Cup, Gr.1), Abtaal (par Rock Hard Ten), lauréat du Prix Thomas Bryon, et Single Solution (par Flatter), vainqueur d'un groupe 3 américain.

### Pedigree
| Origines de Serena's Song (USA), jument baie née en 1992 | Origines de Serena's Song (USA), jument baie née en 1992 | Origines de Serena's Song (USA), jument baie née en 1992 | Origines de Serena's Song (USA), jument baie née en 1992 |
| -------------------------------------------------------- | -------------------------------------------------------- | -------------------------------------------------------- | -------------------------------------------------------- |
| Père Rahy 1985                                           | Blushing Groom 1974                                      | Red God                                                  | Nasrullah                                                |
| Père Rahy 1985                                           | Blushing Groom 1974                                      | Red God                                                  | Spring Run                                               |
| Père Rahy 1985                                           | Blushing Groom 1974                                      | Runaway Bride                                            | Wild Risk                                                |
| Père Rahy 1985                                           | Blushing Groom 1974                                      | Runaway Bride                                            | Aimee                                                    |
| Père Rahy 1985                                           | Glorious Song 1976                                       | Halo                                                     | Hail to Reason                                           |
| Père Rahy 1985                                           | Glorious Song 1976                                       | Halo                                                     | Cosmah                                                   |
| Père Rahy 1985                                           | Glorious Song 1976                                       | Ballade                                                  | Herbager                                                 |
| Père Rahy 1985                                           | Glorious Song 1976                                       | Ballade                                                  | Miss Swapsco                                             |
| Mère Imagining 1983                                      | Northfields 1968                                         | Northern Dancer                                          | Nearctic                                                 |
| Mère Imagining 1983                                      | Northfields 1968                                         | Northern Dancer                                          | Natalma                                                  |
| Mère Imagining 1983                                      | Northfields 1968                                         | Little Hut                                               | Occupy                                                   |
| Mère Imagining 1983                                      | Northfields 1968                                         | Little Hut                                               | Savage Beauty                                            |
| Mère Imagining 1983                                      | Image Intensifier 1971                                   | Dancer's Image                                           | Native Dancer                                            |
| Mère Imagining 1983                                      | Image Intensifier 1971                                   | Dancer's Image                                           | Noors Image                                              |
| Mère Imagining 1983                                      | Image Intensifier 1971                                   | Pat's Irish                                              | Tudor Minstrel                                           |
| Mère Imagining 1983                                      | Image Intensifier 1971                                   | Pat's Irish                                              | Snow Shower (famille 7)                                  |